# Rino Genovese
Rino Genovese (Napoli, 19 settembre 1905 – Napoli, 5 giugno 1967) è stato un attore italiano.

## Biografia
Nasce a Napoli all'inizio del '900, la madre attrice Clelia Gaioni e il padre Raffaele Genovese suggeritore in palcoscenico, lo fanno crescere nell'ambiente del teatro, sino a farlo debuttare, ancora bambino, nella popolare Compagnia di Gennaro Pantalena e Adele Magnetti, dimostrando un precoce talento comico, che lo porterà a 17 anni a prendere la decisione di divenire attore professionista, entrando in diverse compagnie di spettacoli napoletane.
Alla fine degli anni '20 recita con Vincenzo Scarpetta e Raffaele Viviani, dove mette in mostra doti di improvvisazione non comuni.
Il debutto davanti alla cinepresa è datato 1938, con la direzione del regista Amleto Palermi nella pellicola Napoli che non muore che costituirà l'inizio di una carriera cinematografica, dove interpreterà quasi sempre parti di loschi individui, in drammoni di ambiente napoletano, anche se girati a Roma.
Nel 1942 dopo aver superato un concorso all'EIAR, lavorerà alla radio presso la sede di Milano.
Nel dopoguerra Eduardo De Filippo, nel ricostruire la sua compagnia, si ricorda di lui e lo scrittura per una serie di commedie, che saranno trasmesse anche dai microfoni della radio, e successivamente appariranno sugli schermi televisivi. Tra la fine degli anni '50 e l'inizio dei '60, riprende a recitare nei teatri napoletani in alcune sceneggiate, tipico spettacolo dove diventa protagonista lo stesso pubblico presente, interpretando spesso la parte di cattivo.
In televisione interpreta, in varie puntate, la parte dell'usciere Leopold in Le inchieste del commissario Maigret, con Gino Cervi, per la regia di Mario Landi.
Muore a Napoli, dopo lunga malattia nel 1967.

## Filmografia
- Napoli d'altri tempi, regia di Amleto Palermi (1938)
- Trepidazione, regia di Tony Frenguelli (1946)
- Madunnella, regia di Ernesto Grassi (1947)
- Malaspina, regia di Armando Fizzarotti (1947)
- La figlia della Madonna, regia di Roberto Bianchi Montero (1949)
- La figlia del peccato, regia di Armando Grottini (1949)
- Campane di Pompei, regia di Giuseppe Lombardi (1952)
- Processo alla città, regia di Luigi Zampa (1952)
- Anni facili, regia di Luigi Zampa (1953)
- Soli per le strade, regia di Silvio Siano (1953)
- Perdonami!, regia di Mario Costa (1953)
- Tempi nostri - Zibaldone N.2, regia di Alessandro Blasetti (1954)
- Siamo ricchi e poveri, regia di Siro Marcellini (1954)
- Altair, regia di Leonardo De Mitri (1955)
- Cerasella, regia di Raffaello Matarazzo (1959)
- Il magistrato, regia di Luigi Zampa (1959)
- I due toreri, regia di Giorgio Simonelli (1964)
- I due sergenti del generale Custer, regia di Giorgio Simonelli (1965)
- Operazione San Gennaro, regia di Dino Risi (1966)

## Prosa radiofonica Rai
- Non ti pago di Eduardo De Filippo, regia di Eduardo De Filippo, trasmessa il 7 agosto 1956.

## Prosa televisiva Rai
- Miseria e nobiltà, regia di Eduardo De Filippo, trasmessa il 30 dicembre 1955.
- Giufà poliziotto dilettante, sceneggiato di Giuseppe Luongo, regia di Lelio Golletti, trasmesso il 24 maggio 1962
- Il giorno più importante, regia di Lelio Golletti, trasmessa il 20 settembre 1962.
- Peppino Girella, sceneggiato, scritto e diretto da Eduardo De Filippo, trasmesso nel 1963.
- Bene mio e core mio, regia di Eduardo De Filippo, trasmessa il 1º aprile 1964.
- Annella di Portacapuana, regia di Gennaro Magliulo, trasmessa il 25 gennaio 1965.
- La donna di fiori, sceneggiato della serie del Tenente Sheridan, regia di Anton Giulio Majano, trasmesso dal 19 settembre al 24 ottobre 1965.